# Engelhorn (Familienname)
Engelhorn ist ein deutscher Familienname.

## Namensträger
- Carl Engelhorn (1849–1925), deutscher Verlagsbuchhändler
- Christof Engelhorn (1926–2010), deutscher Unternehmer und Kunstsammler
- Curt Engelhorn  (1926–2016), deutscher Unternehmer
- Eduard Engelhorn (1830–1907), deutscher Jurist, Präsident des Badischen Verwaltungsgerichtshofes
- Friedrich Engelhorn (1821–1902), deutscher Unternehmer und Gründer der BASF
- Friedrich Engelhorn jun. (1855–1911), deutscher Unternehmer, Geschäftsführer der BASF
- Georg Engelhorn (1861–1946), deutscher Kaufmann und Mitgründer von Engelhorn&Sturm
- Johann Christoph Engelhorn (1818–1897), deutscher Verleger
- Johann Conrad Engelhorn (1769–1827), deutscher Bierbrauer und Essigsieder
- Karl Heinz Engelhorn (1905–1944), deutscher Offizier und Widerstandskämpfer des 20. Juli 1944
- Marlene Engelhorn (* 1992), österreichische Erbin und Aktivistin für höhere Vermögenssteuern
- Peter Engelhorn (1924–1991), deutscher Unternehmer
- Robert Engelhorn (1856–1944), deutscher Maler und Mäzen
- Traudl Engelhorn-Vechiatto (1927–2022), österreichische Milliardenerbin und Philanthropin